# Simo Paavilainen
Simo Kari Paavilainen, född 14 juni 1944 i Vasa, är en finländsk arkitekt.
Paavilainen var 1975–1978 assistent i arkitekturhistoria vid Tekniska högskolan i Helsingfors och 1979–1981 speciallärare samt blev 1998 professor i arkitektur. Tillsammans med hustrun Käpy Paavilainen segrade han i tävlingen om Olars kyrka och församlingshem i Esbo 1976 och inledde med detta genombrottsverk en lång, framgångsrik verksamhet. 
Paavilainen har utgett bland annat Carl Ludvig Engel 1778–1840 (1990), Nordisk klassicism – Nordic Classicism 1910-30 (1982) samt Finlands arkitekturmuseums årsbok Abacus 1979.

## Verk i urval

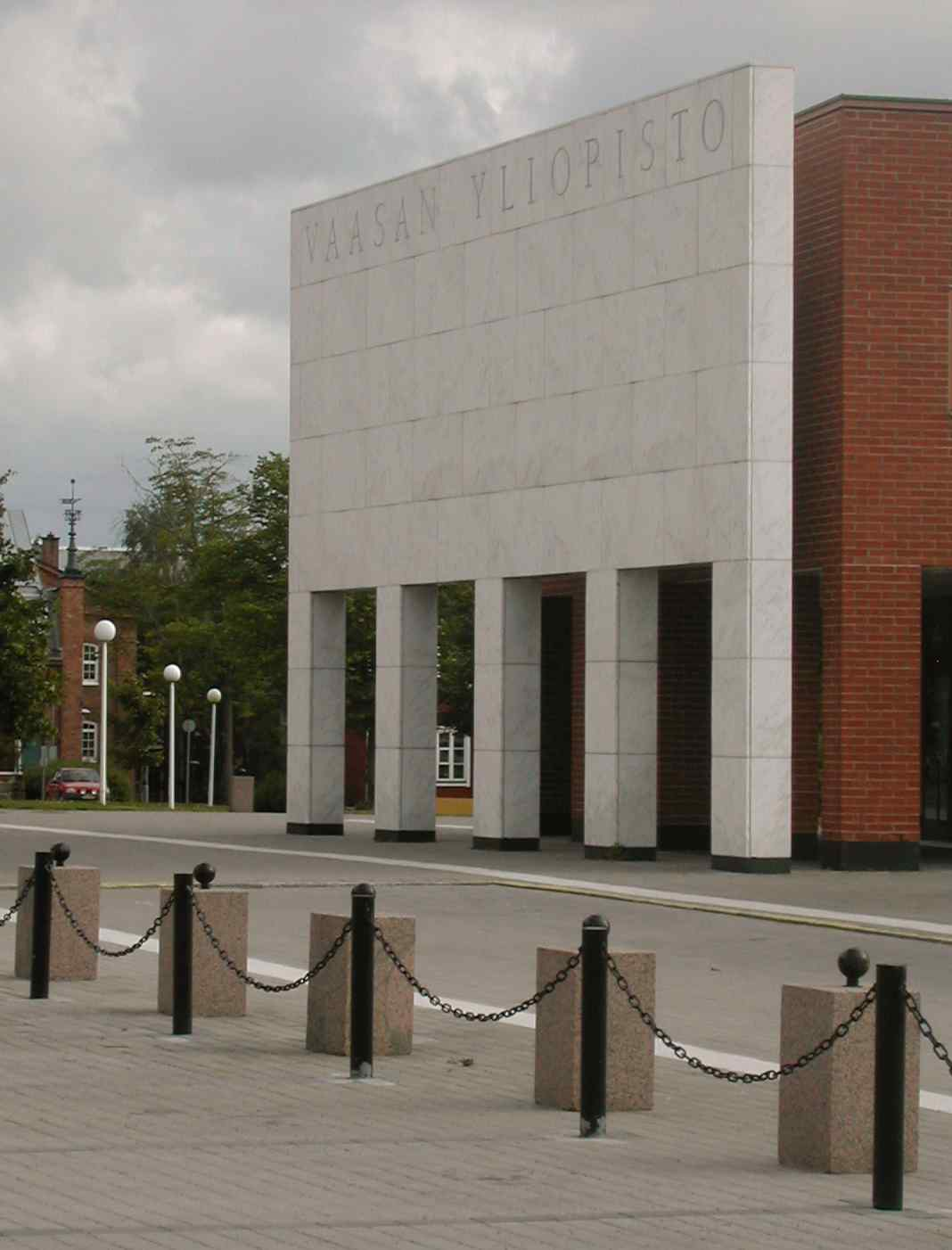
Huvudingången till Vasa universitet ritat av makarna Käpy och Simo Paavilainen.

Några kända arbeten av paret Simo och Käpy Paavilainen, ofta uppförda efter vinnande förslag i tävlingar, är:
- Pemars församlingshem, 1984
- Gårdsbacka kyrka i Helsingfors, 1988
- Mansikkala kanslihus, affärscentrum och salutorg i Imatra, 1990
- Toppelunds daghem i Esbo, 1991
- Birkala kyrka och församlingscentrum, 1994
- Vasa universitets första byggnadsskede, 1994 och vetenskapsbibliotek, 2001
- totalrenoveringen av Finlands ambassad i Tallinn, 1996